# Dysplazja (zmiana przedrakowa)

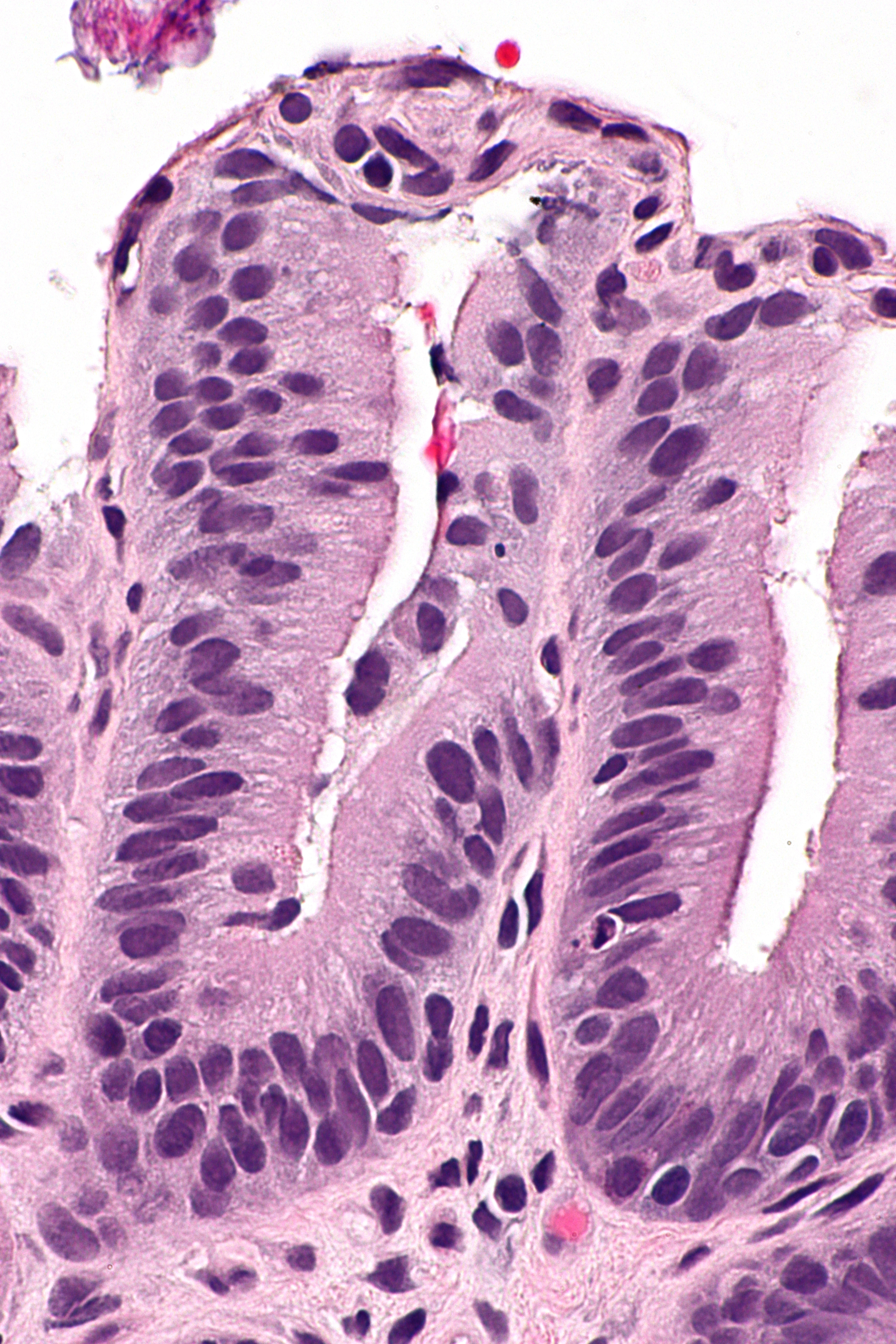
Dysplazja kolumnowa niskiego stopnia błony śluzowej przełyku (przełyk Barretta)

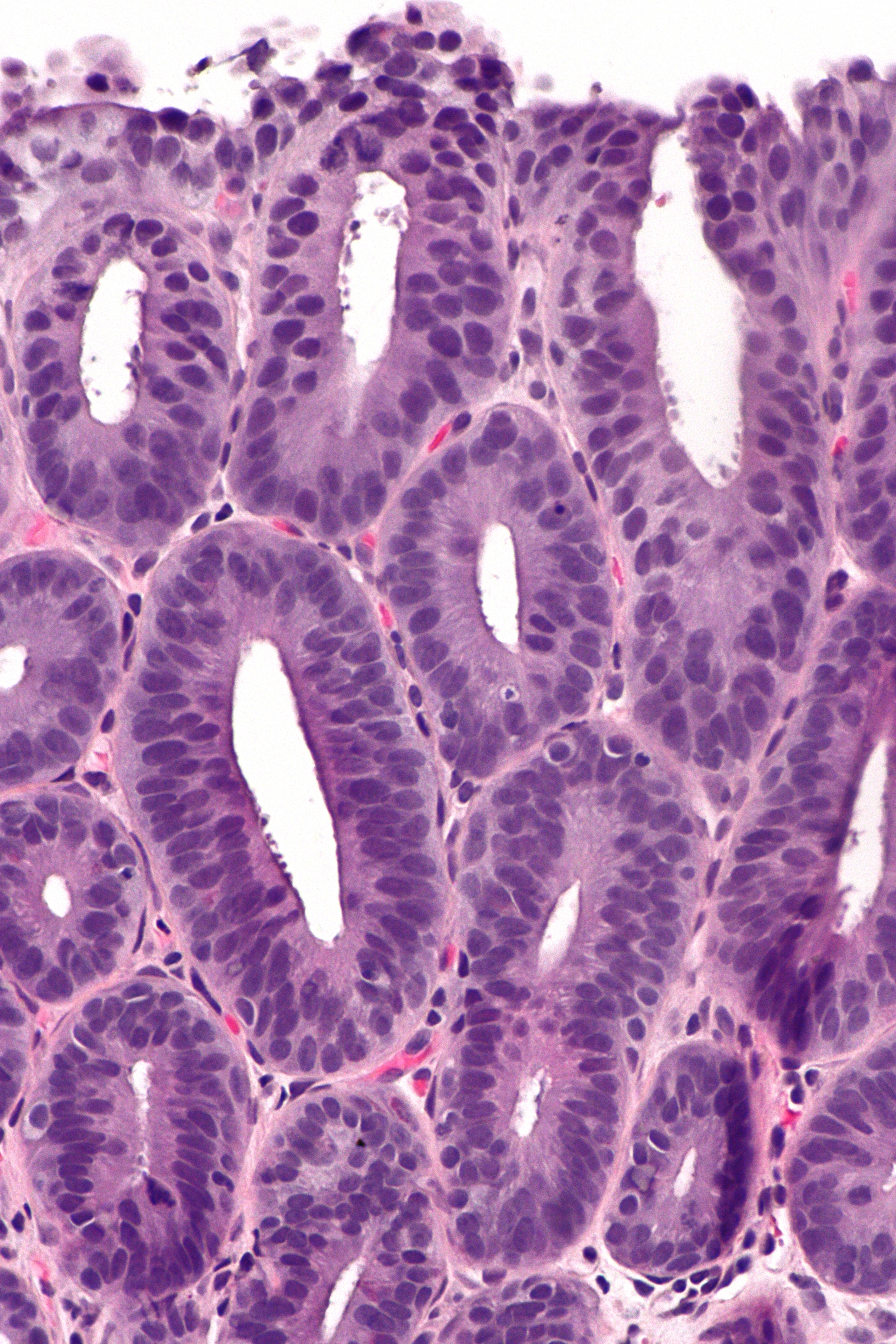
Dysplazja kolumnowa wysokiego stopnia błony śluzowej przełyku (przełyk Barretta)

Dysplazja (łac. dysplasia, z gr. dys = zły + plassein = tworzyć, kształtować) – nieprawidłowości w wyglądzie komórek (zmiany cytologiczne) oraz zaburzenia w architekturze tkanki wskazujące na wczesny krok w kierunku transformacji nowotworowej, zaburzeniami budowy komórek (polimorfizm, nieprawidłowości jąder), ich dojrzewania i różnicowania (liczne mitozy) oraz struktury (utrata biegunowości komórek i warstwowości jąder). Zjawisko dysplazji polega na stopniowej przebudowie dotychczas zdrowego narządu. To zaburzone różnicowanie jest ograniczone do warstwy nabłonkowej (dysplazja dotyczy głównie nabłonka i tkanki łącznej) i nie ulega inwazji do głębszych tkanek – nie przekracza błony podstawnej.
Dysplazja jest najbardziej stałym wykładnikiem histopatologicznym stanu przedrakowego nabłonka. Dysplazja bywa nawet określana jako stan przejściowy między rozrostem (hiperplazją) a nowotworem.
Terminem dysplazja określa się także zmiany proliferacyjno-zanikowe w sutku (mastopatia) powstające pod wpływem zaburzeń hormonalnych. Ponieważ tego typu zmiany w sutku nie są stanem przednowotworowym, nazywa się je łagodnymi dysplazjami sutka.

## Cechy komórek dysplastycznych
Dysplazja charakteryzuje się głównie zmianami mikroskopowymi, jak:
- anizocytoza – różnorodność wielkości komórek
- heterocytoza – różnorodność kształtu komórek
- makrocytoza – zwiększenie rozmiarów komórek
- macronucleosis – powiększenie jądra komórkowego
- zwiększenie stosunku N/C – zmiana proporcji jądra do cytoplazmy na korzyść jądra komórkowego
- hiperchromazja – wzrost barwliwości jądra komórkowego (barwienie H + E) wynikająca ze zwiększenia ilości DNA jądrowego
- polynucleosis – obecność wielu jąder komórkowych w obrębie danej komórki
- hypernucleosis – wyraźne jąderka w jądrze komórkowym
- zwiększenie ilości wakuoli (wakuolizaja) lub całkowity brak wakuoli w komórkach
- obecność licznych figur mitotycznych, często nieprawidłowych, świadczących o szybkich podziałach komórkowych

## Stopnie
Dysplazja ma różne stopnie zaawansowania, które wyrażamy za pomocą podziału:
- dysplazja małego stopnia (1 stopień) – nieznaczne zaawansowanie dysplazji; komórki dysplastyczne zlokalizowane w 1/3 dolnej nabłonka
- dysplazja średniego stopnia (2 stopień) – komórki dysplastyczne zlokalizowane w 2/3 dolnych nabłonka
- dysplazja dużego stopnia (3 stopień) – komórki dysplastyczne zlokalizowane ponadto w górnej 1/3 nabłonka, ale nie w całej jego grubości; wygląd komórek praktycznie taki jak komórek nowotworowych

Im wyższy stopień dysplazji tym większe prawdopodobieństwo jej przejścia w raka. Dysplazja w zależności od stopnia i ilości zmienionych komórek wymaga dalszej diagnostyki (pobranie wycinków) i leczenia zachowawczego (lekami, farmakoterapia) lub chirurgicznego.

## Przykłady
Najlepiej poznaną formą dysplazji jest forma prekursorowa dla raka szyjki macicy – śródnabłonkowa neoplazja szyjki macicy (ang. cervical intraepithelial neoplasia – stąd klasyfikacja CIN). Zawiera ona właściwie dwa typy zmian: oprócz dysplazji dotyczy również raka przedinwazyjnego. Zmiana ta jest wywoływana przez infekcję wirusem brodawczaka ludzkiego (HPV: typami 16 i 18, niekiedy 31, 33, 35 i 51). Rzadko istnieją dla kobiet niepokojące przesłanki, które mogłyby się przyczynić do podejrzenia o dysplazję szyjki macicy. Wykrywa się ją natomiast zazwyczaj na podstawie badania przesiewowego, jakim jest ocena rozmazu z części pochwowej szyjki macicy (ang. pap smear, od Jeorjosa Papanikolau, twórcy cytodiagnostyki złuszczeniowej). Celem tego badania jest zdiagnozowanie choroby we wczesnej fazie, gdy jest ona jeszcze na etapie dysplazji i łatwo ją wyleczyć.
Inne przykłady to:
- choroba Pageta kości
- śródnabłonkowa neoplazja stercza
- śródnabłonkowa neoplazja sromu
- łagodna dysplazja sutka
- dysplazja nabłonka fałdów głosowych.

## Dysplazja arak wmiejscu irak inwazyjny
Pojęcia dysplazji, raka w miejscu i rak inwazyjnego są powiązane, gdyż reprezentują trzy etapy progresji w kierunku raka:
- Dysplazja jest najwcześniejszą zmianą przednowotworową rozpoznawalną w biopsji przez patologa.
- Rak w miejscu jest to zmiana histopatologicznie podobna do dysplazji dużego stopnia (dysplasia gradus maioris), dlatego obecnie obie zmiany są klasyfikowane jako CIN III. Ryzyko transformacji w raka inwazyjnego jest duże, natomiast leczenie jest jeszcze zazwyczaj łatwe.
- Rak inwazyjny, zwany właściwie rakiem (z tego względu, że w definicji raka zawarta jest cecha naciekania podścieliska, stąd sprzeczność występuje również w pojęciu raka przedinwazyjnego) jest ostatnim stadium w całej tej sekwencji. Jest to choroba, która nieleczona, dokona inwazji (przerzutów) na organizm i najprawdopodobniej go zabije.

## Metaplazja
Metaplazja jest sytuacją, w której komórki zmieniły swój pierwotny, dojrzały typ zróżnicowania w inny typ zróżnicowanych komórek, również dojrzałych, w odpowiedzi adaptacyjnej na ekspozycję na chroniczne podrażnienie, patogen lub karcynogen. Metaplazja tym różni się od dysplazji, że w przypadku komórek dysplastycznych zmiany są zakodowane w ich genomie i są przekazywane komórkom potomnym.